# BYD L3
La BYD L3 est un modèle d'automobile compacte fabriquée par le constructeur automobile chinois BYD.

## Aperçu
La BYD L3 est essentiellement une évolution de la BYD F3. La BYD L3 est également commercialisé au Chili, en Uruguay et dans d'autres pays d'Amérique latine sous le nom de New F3.

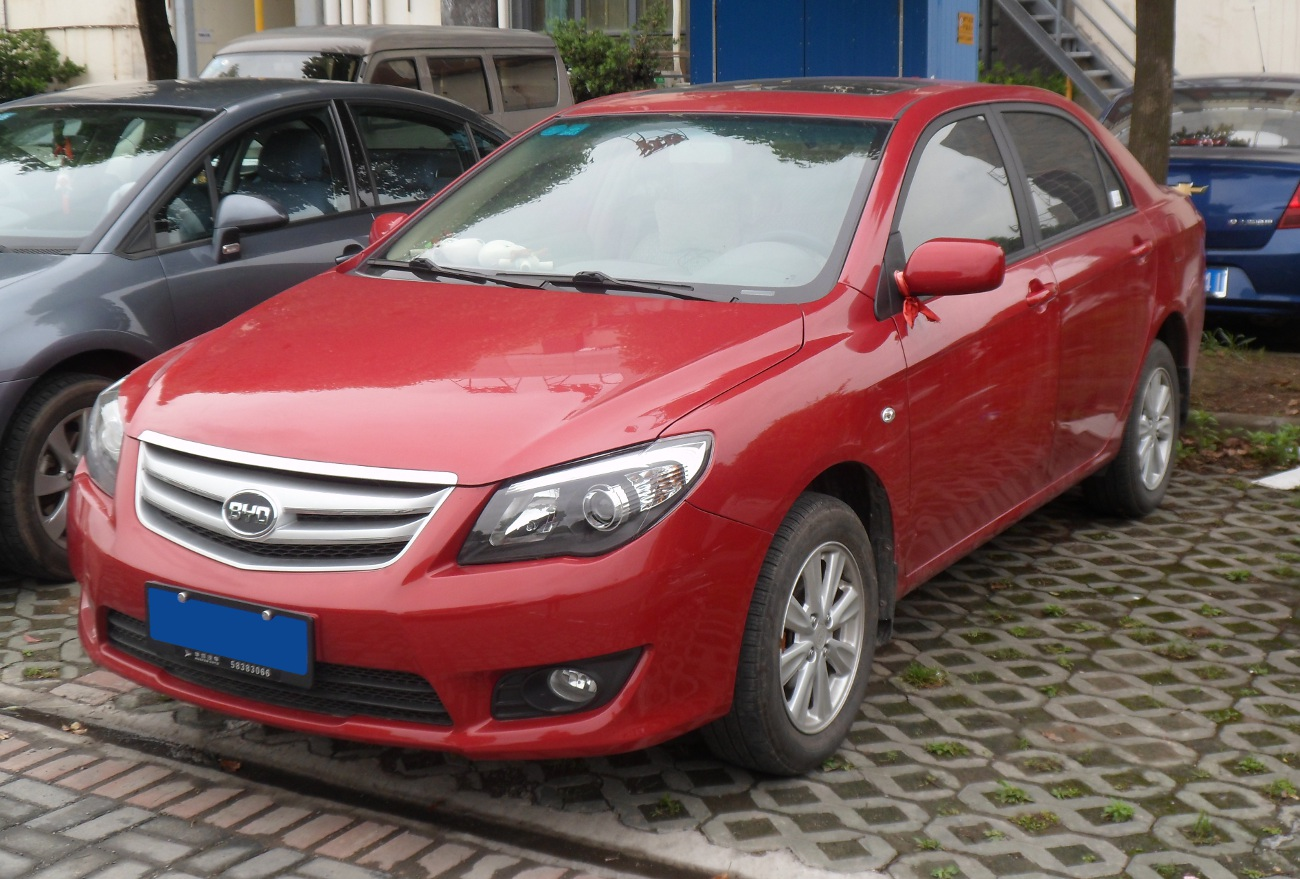
BYD L3 vue avant.
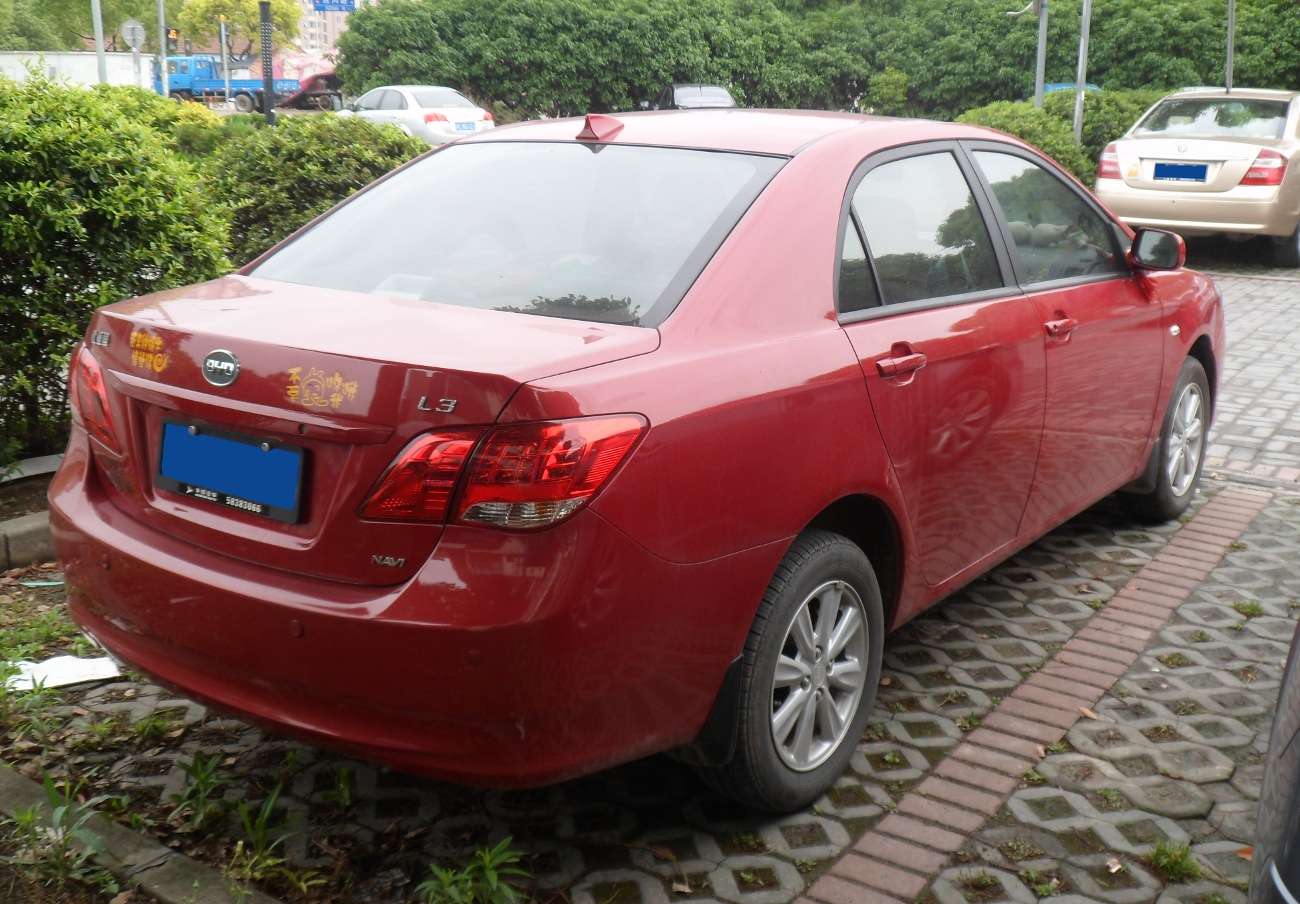
BYD L3 vue arrière.